# St. Michael (Kögning)

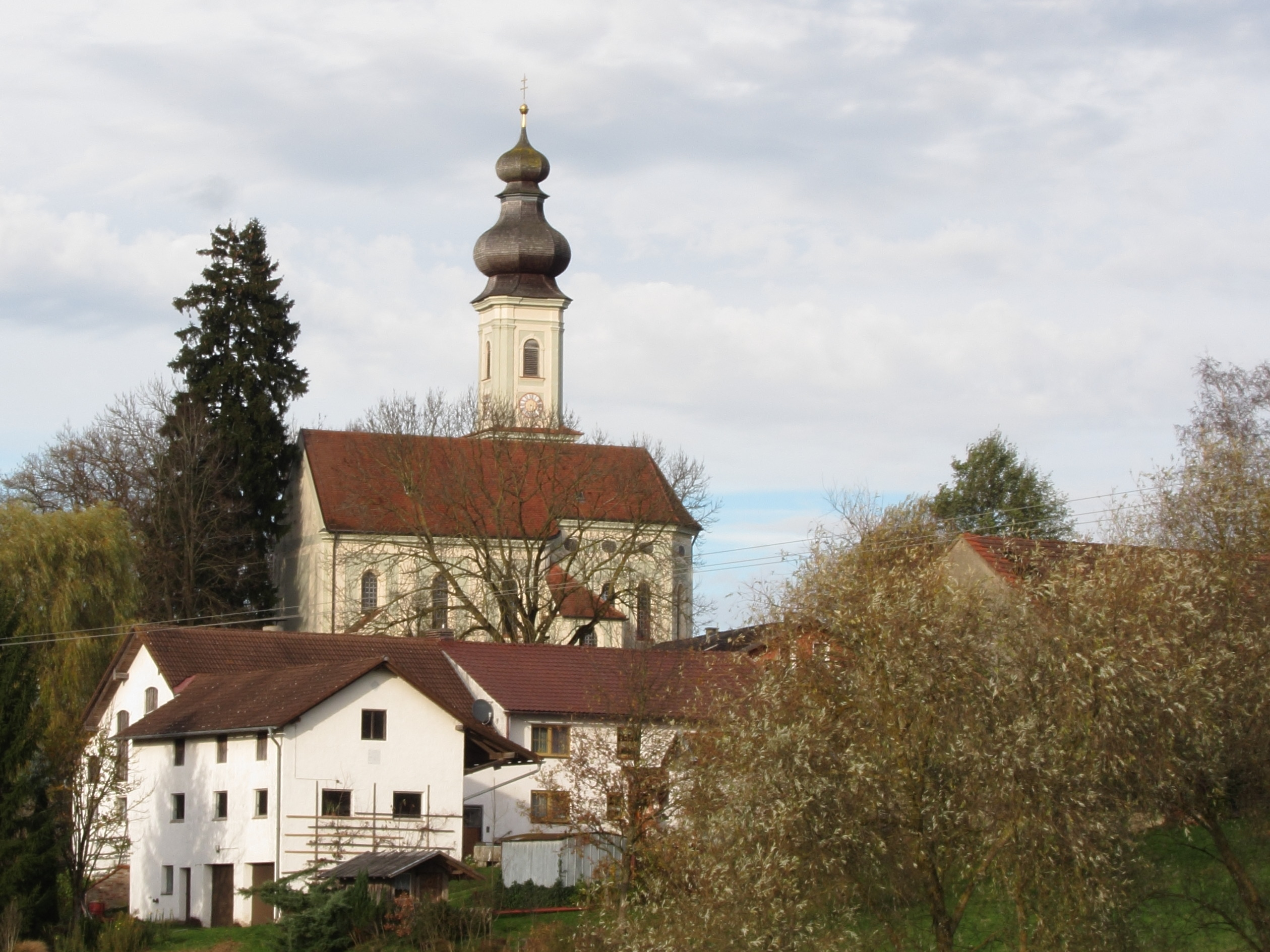
St. Michael in Kögning

St. Michael ist die römisch-katholische Filialkirche in Kögning, einem Gemeindeteil von Steinkirchen im oberbayerischen Landkreis Erding. Sie steht unter Denkmalschutz und wird in der Liste der Baudenkmäler in Steinkirchen (Oberbayern) als Baudenkmal unter der Nr. D-1-77-138-11 geführt. Die Kirche gehört zum Dekanat Erding des Erzbistums München und Freising.

## Beschreibung
Das barocke Langhaus wurde in den Jahren 1733 bis 1737 nach einem Entwurf von Johann Baptist Lethner an den spätgotischen, dreiseitig geschlossenen Chor nach Westen angebaut. Die Sakristei der Saalkirche steht an der Südwand, der Chorflankenturm an der Nordwand des Chors. Die Pläne für das mit Pilastern an den Ecken gegliederte und mit einer Welschen Haube abgeschlossene Glockengeschoss  des Turms stammen ebenfalls von Johann Baptist Lethner.
Der Innenraum des Langhauses ist mit einem Stichkappengewölbe überspannt, der des Erdgeschosses des Chorflankenturms mit einem Netzgewölbe. Der um 1680 aufgestellte Hochaltar wird von den Skulpturen des Achatius von Armenien und der Ursula von Köln flankiert. Die von einem unbekannten Orgelbauer geschaffene Orgel wurde 2003 restauriert.